# 丰泰 (吉伦特省)
丰泰（法語：Fontet，法語發音：[fɔ̃tɛ]）是法国吉伦特省的一个市镇，属于朗贡区。

## 地理
丰泰（44°33'32"N, 0°1'51"W）面积7.67 平方千米，位于法国新阿基坦大区吉倫特省，该省份为法国西南部沿海省份，是法國本土面积最大的省，北起滨海夏朗德省，西临大西洋，南至朗德省，东南接洛特-加龍省，东临多爾多涅省。
与丰泰接壤的市镇（或旧市镇、城区）包括：拉雷奥勒、布莱尼亚克、布尔代勒、弗卢代斯、于尔、卢皮亚克-德拉雷奥勒、诺阿亚克。

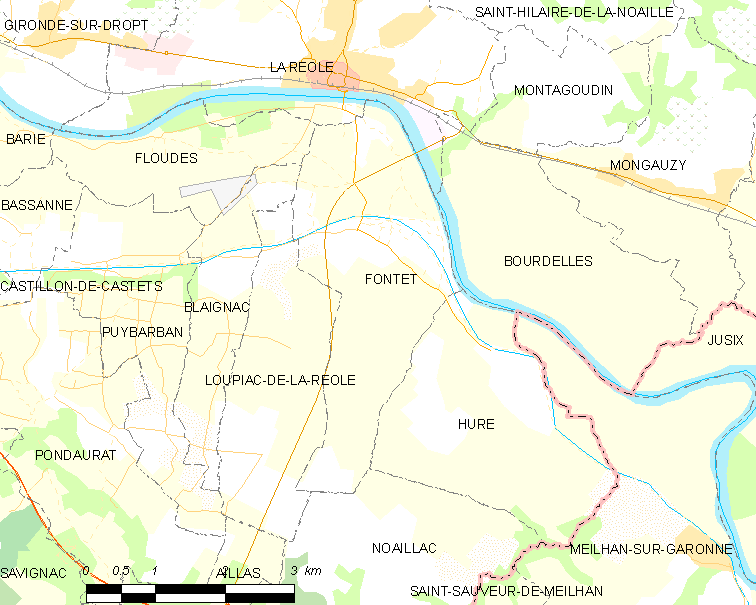
的OSM定位图

丰泰的时区为UTC+01:00、UTC+02:00（夏令时）。

## 行政
丰泰的邮政编码为33190，INSEE市镇编码为33170。

## 政治
丰泰所属的省级选区为勒雷奥莱-莱巴斯蒂德县。

## 人口

1962-2008年间人口变化图示

丰泰于2022年1月1日时的人口数量为746人。